# Río Târnava
El Târnava (en rumano: Râul Târnava, húngaro: Küküllő; alemán: Kokel; turco: Kokul o Kokulu) es un río de Rumanía. Está formado por la confluencia de los ríos Târnava Mare y Târnava Mică en la ciudad de Blaj. El Târnava desemboca en el Mureș después de 23 km, cerca de la ciudad de Teiuș. Los afluentes del Târnava, además de sus dos ríos fuente Târnava Mare y Târnava Mică, son el Tur, el Izvorul Iezerului y el Secaș por la izquierda y el Dunărița por la derecha. Su cuenca de drenaje tiene una superficie de 6.253 km². : 22 

## Etimología

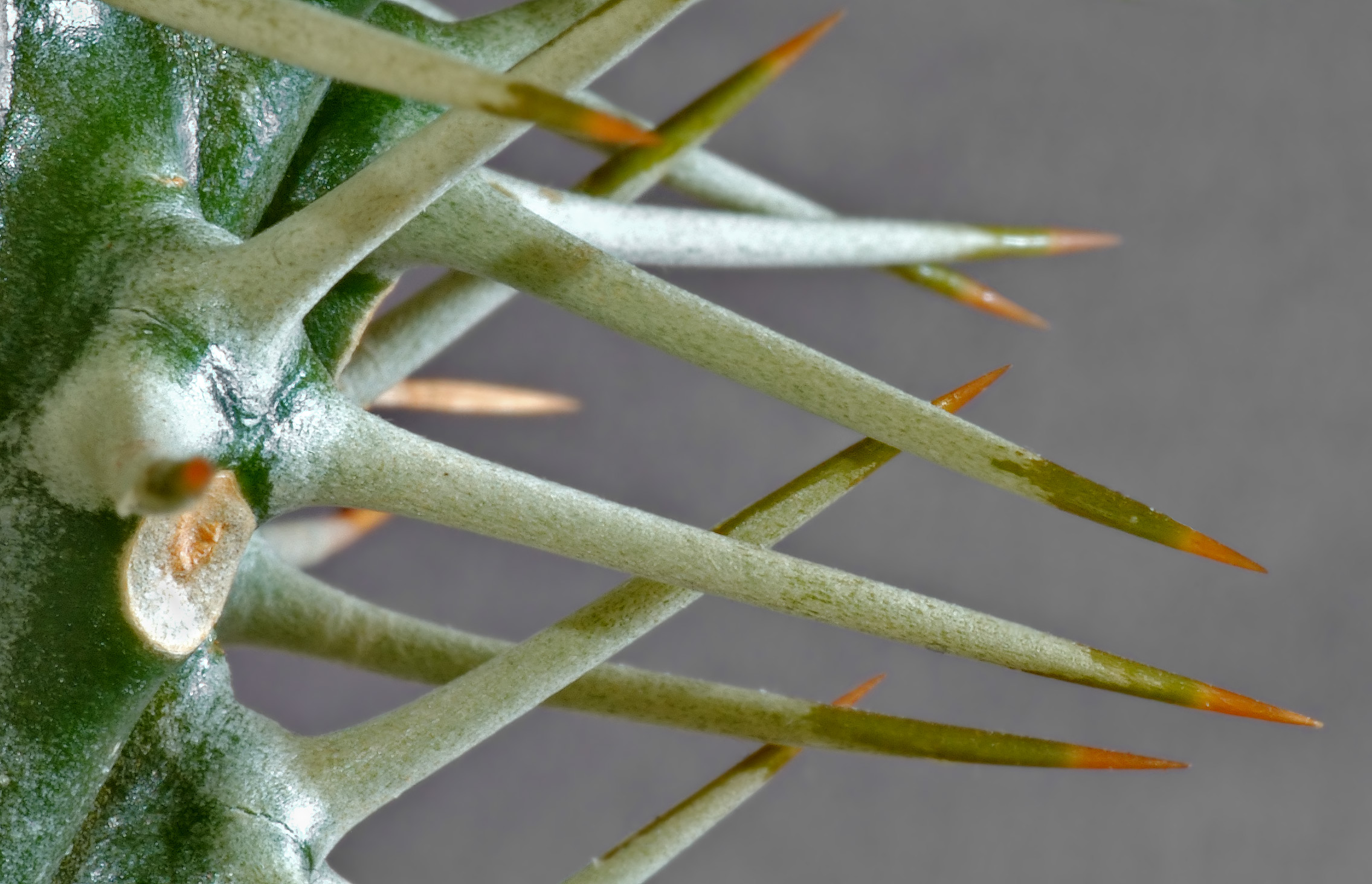
Târnava

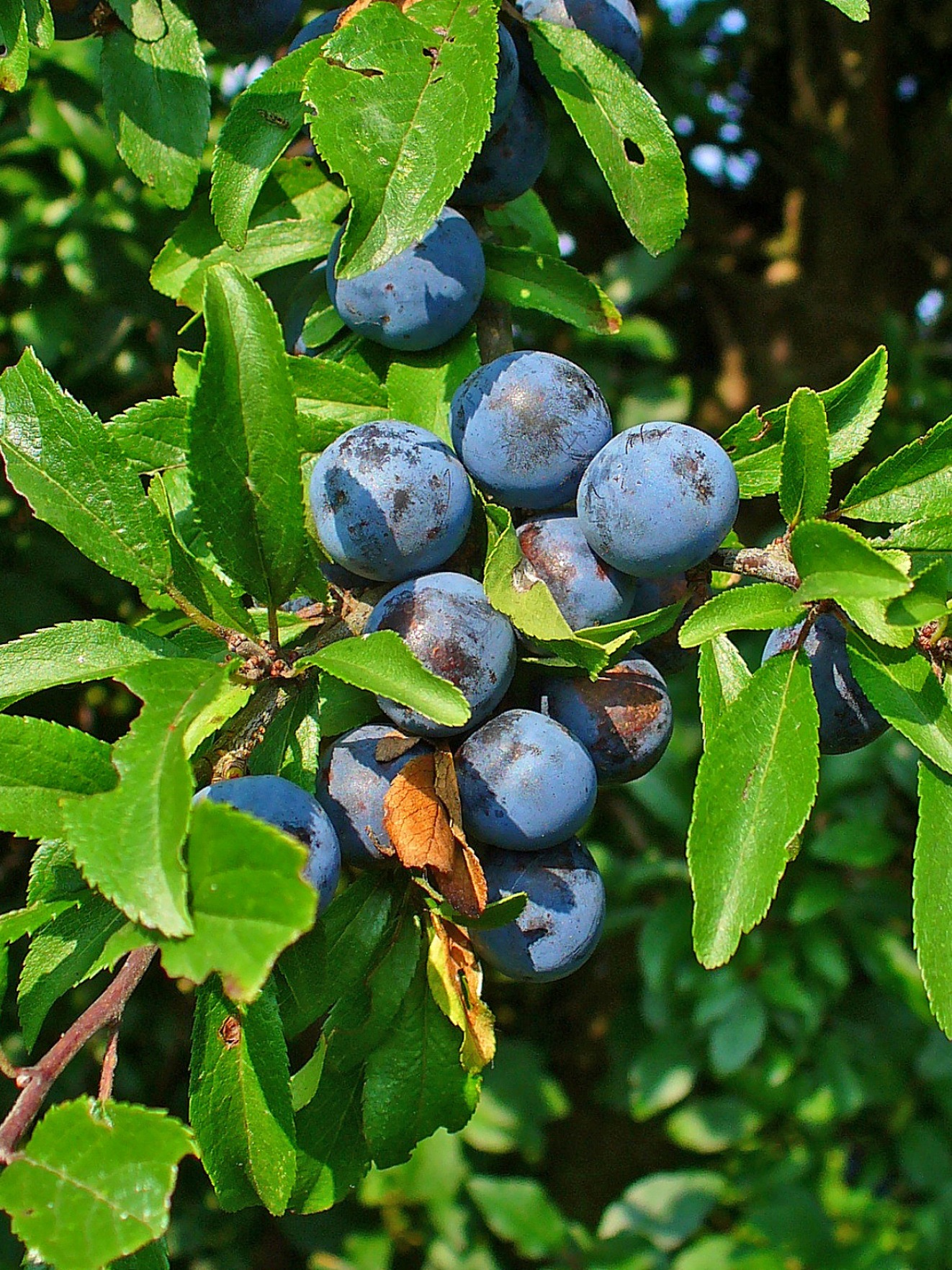
Küküllő kökényes

El nombre Târnava es de origen eslavo, de trn, significa " espina ".
El nombre húngaro Küküllő es de origen turco antiguo, de Kukel, que significa endrino, y se cree que fue dado por los ávaros.